# Světlana Chodčenkovová
Světlana Chodčenkovová, provdaná Jaglyčová (rusky Светлана Викторовна Ходченкова, Světlana Viktorovna Chodčenkova; narozená 21. ledna 1983 Moskva) je ruská divadelní a filmová herečka, která na filmovém plátně debutovala v roce 2003 dramatem Blagoslovitě ženščinu. Vedle ruských snímků se objevila také v projektech zahraničních produkcí.
V roce 2012 se stala nejlepší herečkou Ruska v internetové filmové soutěži Žorž (Жорж).

## Herecká kariéra
Do povědomí vstoupila první hlavní rolí Věry v Govoruchinově dramatu Blagoslovitě ženščinu (2003), za níž byla nominována na hlavní ruskou filmovou cenu Nika. Následovala postava jasnozřivé Cassandry v historickém televizním seriálu Talisman ljubvi (2005).
Roku 2008 obdržela cenu pro nejlepší herečku na Polském filmovém festivalu v Gdyni za výkon ve snímku Malá Moskva. Známá je z romantických komedie Ljubov v bolšom gorodě (2009) a jejích sequelů Ljubov v bolšom gorodě 2 (2010) a Ljubov v bolšom gorodě 3 (2012). Objevila se také ve filmu Služebnyj roman – Naše vremja (2011). Vedlejší úlohu Iriny, manželky sovětského agenta a diplomata na misi v Turecku, si zahrála v britském špionážním filmu Jeden musí z kola ven režírovaném Tomasem Alfredsonem. Thriller vychází z románu Johna le Carrého vydaného roku 1974.
V roce 2013 získala postavu Viper v akčním sci-fi o superhrdinovi The Wolverine, který je sequelem snímku X-Men: První třída.

## Soukromý život
Narodila se roku 1983 v sovětské metropoli Moskvě. S matkou vyrůstala ve městě Železnodorožnyj, ležícím v moskevské oblasti. V šestnácti letech pracovala krátce v modelingu.
V roce 2005 absolvovala Divadelní institut Borise Šukina, ve tříde М. Borisova.
Dne 13. prosince 2005 se vdala za ruského herce Vladimira Jaglyče, který je starší o sedm dní. V osobním životě přijala jeho příjmení, ale v uměleckém světě dále používá příjmení za svobodna. V létě 2010 se manželé rozvedli.
K roku 2010 byla členkou ruské politické strany Jednotné Rusko.

## Výběr filmografie
| Rok  | Film                                                        | Role               |
| ---- | ----------------------------------------------------------- | ------------------ |
| 2003 | Blagoslovitě ženščinu (Благословите женщину)                | Věra               |
| 2005 | Ně chlebom jedinym (Не хлебом единым)                       | Naděžda Drozdovová |
| 2006 | Žena Stalina (Жена Сталина)                                 | Žeňa               |
| 2006 | Četyre taksista i sobaka 2                                  | Kozyrkinová        |
| 2007 | Nulevoj kilometr (Нулевой километр)                         | Alina              |
| 2007 | Poslednaja reprodukcija (Последняя репродукция)             | Jelena             |
| 2008 | Malá Moskva                                                 | Věra Světlovová    |
| 2008 | Realnyj papa (Реальный папа)                                | Ludmila            |
| 2008 | Tichaja semejnaja žizň (Тихая семейная жизнь)               | Maria Timofejevna  |
| 2009 | В гостях у $kazki                                           | Jaroslava          |
| 2009 | Kogda my byli sčastlivy... (Когда мы были счастливы)        | Jelena Sincovová   |
| 2009 | Ловушка                                                     | Liliana            |
| 2009 | Ljubov v bolšom gorodě (Любовь в большом городе)            | Nasťa              |
| 2010 | Ljubov v bolšom gorodě 2 (Любовь в большом городе 2)        | Nasťa              |
| 2011 | Jeden musí z kola ven                                       | Irina              |
| 2011 | Služebnyj roman – Naše vremja (Служебный роман. Наше время) | Ludmila Kaluginová |
| 2011 | Pjať něvěst                                                 | Nasťa              |
| 2011 | Beremennyj (Беременный)                                     | prokurátorka       |
| 2012 | Rževskij protiv Napoleona (Ржевский против Наполеона)       | Nataša Rostovová   |
| 2012 | Удиви меня                                                  | Irina              |
| 2012 | 8 pěrvych svidanij (8 первых свиданий)                      | dívka v taxi       |
| 2012 | Mamy (Мамы)                                                 | Irina Kozyrevová   |
| 2012 | Vasilisa (seriál)                                           | Vasilisa Kožinová  |
| 2012 | Ljubov v bolšom gorodě 3 (Любовь в большом городе 3)        | Nasťa              |
| 2012 | Metro (Метро)                                               | Irina Garinová     |
| 2013 | The Wolverine                                               | Viper              |
| 2015 | Voin (Воин)                                                 | Katya              |